# Diphyscium mucronifolium
Diphyscium mucronifolium là một loài rêu trong họ Buxbaumiaceae. Loài này được Mitt. mô tả khoa học đầu tiên năm 1855.